# جميلة بنت محمد
جميلة بنت محمد، ولدت في عام 1933 في الجزائر العاصمة وتوفيت في عام 2023 في نفس المدينة، هي رسامة وناشطة مناهضة للاستعمار جزائرية.

## السيرة الذاتية
ولدت جميلة بنت محمد في 9 أبريل 1933 في قصبة الجزائر. توفي والدها عندما كانت طفلة[. كانت والدتها تُدرس فن صناعة السجاد في مدرسة للحرفيين. في فترة مراهقتها، حاول عمها، الذي كان وصيًّا عليها، فرض ارتداء الحجاب عليها، لكن الفتاة رفضت ذلك. درست في المدرسة العليا للفنون الجميلة في الجزائر. كما انخرطت في الحركة المناهضة للاستعمار واعتُقلت خلال حرب الجزائر بسبب نشاطاتها السياسية، خاصة في المركز الإصلاحي للسيدات في رين. بعد الإفراج عنها، تابعت دراستها في أكاديمية جيريت ريتفيلد في أمستردام، حيث تخصصت في الرسم الصناعي قبل أن تلتحق بالمدرسة الوطنية العليا للفنون التطبيقية والحرف الفنية لدراسة التصميم الصناعي.
عملت جميلة بنت محمد في التدريس في مدرسة الفنون الجميلة في وهران. ثم عملت في القطاع الصناعي وأصبحت رسامة في شركات اقتصادية جزائرية مثل سوناطراك وسونلغاز.
عرضت جميلة بنت محمد أعمالها الفنية في الجزائر، وكذلك في تونس، وبيروت، وبكين، وطوكيو، وأنقرة، والكويت، وإيطاليا. كُرمت بشكل خاص خلال معرض في الجزائر مخصص للفن التشكيلي النسائي، في عام 2009، في المجمع الثقافي لاعتي فليسي.
كما كانت أعمالها حاضرة في معارض جماعية مثل "الوجود العربي" في متحف الفن الحديث في باريس في 2024. حصلت على الجائزة الكبرى للرسم من مدينة الجزائر التي فازت بها عدة مرات. توفيت في عام 2023.

## روابط خارجية
- مصادر متعلقة بالفنون الجميلة:

فنانون من جميع أنحاء العالم على الإنترنت.
MutualArt